# Assassinato de Edson Néris da Silva
Edson Néris da Silva (1964 — São Paulo, 6 de fevereiro de 2000) foi um adestrador de cães cuja violência de seu assassinato causou repercussão e comoção.

## Assassinato
Na madrugada de 6 de fevereiro de 2000, passeava de mãos dadas com seu companheiro Dario Pereira Netto na Praça da República, cuja área adjacente é frequentada pela boemia gay paulistana, quando foram surpreendidos por um grupo denominado Carecas do ABC. Dario conseguiu escapar, mas Edson foi espancado barbaramente a chutes e golpes de soco-inglês. Acabou falecendo em decorrência da várias hemorragias internas.
Numa varredura pelas ruas da cidade, a polícia deteve 18 suspeitos, incluindo 2 mulheres. No julgamento, alguns receberam penas brandas por somente participar do ataque, outros, condenados até 21 anos de prisão pela acumulação de crime de formação de quadrilha com o de homicídio triplamente qualificado.